# Zianon Pazniak
Zianon Stanisławawicz Pazniak (biał. Зянон Станіслававіч Пазняк, ros. Зенон Станиславович Позняк, Zienon Stanisławowicz Pozniak; ur. 24 kwietnia 1944 w Sobotnikach) – białoruski archeolog, polityk i działacz społeczny, jeden z liderów białoruskiego ruchu narodowego od początku procesów demokratycznych na Białorusi w 1988 roku; założyciel antykomunistycznej i niepodległościowej partii Białoruski Front Ludowy (BFL, lub Biełaruski Narodny Front, BNF); odkrywca masowych grobów ofiar NKWD w Kuropatach; w latach 1990–1996 deputowany do Rady Najwyższej Białoruskiej SRR/Rady Najwyższej Republiki Białorusi XII kadencji; przewodniczący Opozycji BNF – frakcji parlamentarnej BFL; autor wielu książek i artykułów o tematyce historycznej i politycznej, a także wierszy; kandydat wiedzy o sztuce; od 1996 roku na emigracji.

## Życiorys

### Młodość
Zianon Pazniak (wnuk Jana Poźniaka) urodził się 24 kwietnia 1944 roku w miasteczku Sobotniki, na terytorium okupowanym przez III Rzeszę, w ówczesnym okręgu wileńskim, w Komisariacie Generalnym Litwa, w Komisariacie Rzeszy Wschód. Jego ojciec zginął na froncie w grudniu tego samego roku. Do szkoły średniej uczęszczał w rodzimej miejscowości.
W wieku 18 lat wyjechał do Moskwy, aby podjąć studia astronomiczne. Po kilku tygodniach powrócił jednak na Białoruś (tłumaczył to nostalgią) i zaczął naukę na kierunku aktorskim. Na drugim roku został skreślony z listy studentów za poglądy polityczne, niezgodne z panującą wówczas ideologią. Dzięki protekcji Maksima Tanka został przyjęty na fakultet kulturoznawstwa Białoruskiego Państwowego Instytutu Teatralno-Artystycznego (współcześnie Białoruska Akademia Sztuki), który ukończył w 1967 roku. Przed obroną dysertacji i końcowymi egzaminami państwowymi Pazniak na rozkaz KGB po raz drugi został skreślony z listy studentów. Jako przyczynę podano zerwanie przez niego gazetki naściennej, napisanej w języku rosyjskim. W 1968 roku władze uczelni udzieliły zgodę na zdanie egzaminów, które umożliwiały uzyskanie dyplomu.
W latach 1969–1972 odbył studia aspiranckie w Instytucie Etnografii oraz Historii Sztuki i Folkloru Akademii Nauk BSRR. W 1981 roku uzyskał stopień kandydata wiedzy o sztuce. Tytuł rozprawy brzmiał: Problem powstania i rozwoju białoruskiego teatru zawodowego początku XX wieku (1900–1917). Z powodu konfliktu z kierownictwem macierzystego instytutu bronił się w Leningradzie.

### Praca zawodowa
Po ukończeniu studiów Pazniak pracował jako kierownik Klubu Wiejskiego w Chilewiczach, pracownik sceniczny w Wielkim Państwowych Teatrze Opery i Baletu Białorusi, fotograf w Muzeum Państwowym Białoruskiej SRR, projektant w Mińskim Kombinacie Artystyczno-Produkcyjnym. Po okresie nauki na aspiranturze był fotografem w Muzeum Janki Kupały w Mińsku.
W trakcie represji polityczno-administracyjnych w 1976 roku został zwolniony z Instytutu Historii Sztuki; zajął się badaniami archeologicznymi jako starszy pracownik naukowy w Oddziale Archeologii Instytutu Historii Akademii Nauk. Do zakresu jego zainteresowań należał okres późnego średniowiecza na Białorusi, a także wykopaliska archeologiczne w Mińsku, Łosku (pod Wołożynem) oraz innych miast i miasteczek białoruskich. W 1988 roku przeprowadził badania archeologiczne w leśnym uroczysku Kuropaty pod Mińskiem, które ujawniły miejsce spoczynku tysięcy ofiar terroru stalinowskiego z lat 1937–1941.

### Działalność na rzecz ochrony białoruskiego dziedzictwa narodowego
Już w latach 60. Zianon Pazniak walczył o ochronę zabytków historycznej części Mińska, niszczonych przez władze radzieckie w czasie rozbudowy miasta (w miejsce zabytkowych wznoszono budowle w stylu socrealizmu). Założył samizdat i na zakupionej w komisie maszynce do pisania (dostępne w sklepach maszynki do pisania były rejestrowane w KGB) wydawał broszury o tematyce polityczno-kulturalnej. W 1969 roku opublikował w gazecie „Prawda” artykuł na ten temat, co przyczyniło się do ocalenia na pewien czas wielu cennych historycznie budynków i kwartałów miejskich w centrum białoruskiej stolicy (m.in. Wysoki Rynek, Rakowskie Przedmieście, Trojeckie Przedmieście).
Po odkryciach archeologicznych w Kuropatach Pazniak opublikował w gazecie „Litaratura i Mastactwa” artykuł Kuropaty – droga śmierci poświęcony temu odkryciu. Artykuł wywołał szeroki oddźwięk w białoruskim społeczeństwie, przyczynił się do rozpowszechnienia wiedzy o stalinowskich zbrodniach, a w rezultacie do wzrostu nastrojów antyradzieckich i niepodległościowych.
19 października 1988 roku z inicjatywy Pazniaka odbyło się zebranie w Czerwonym Kościele w Mińsku, na którym powołano społeczne historyczno-oświatowe towarzystwo Martyrologium Białorusi (Martyrałog Biełarusi), mające za zadanie gromadzenie dokumentacji na temat represji stalinowskich, oraz założono Komitet Organizacyjny Białoruskiego Frontu Ludowego „Odrodzenie”. 30 października 1988 roku Zianon Pazniak był jednym z organizatorów masowej demonstracji ku czci ofiar stalinizmu – Dziadów'88. Jej uczestnicy mieli odbyć marsz na Kuropaty, zostali jednak brutalnie rozpędzeni przez milicję przy użyciu pałek i gazu łzawiącego. Był to pierwszy taki przypadek w Związku Radzieckim.
25 marca 1997 roku Pazniak za swoją działalność został odznaczony przez kulturalno-oświatowe stowarzyszenie „Spadczyna” orderem „Honar Ajczyny” (pol. Honor Ojczyzny), a jego imię wpisano do księgi Rupliucy twaje, Biełaruś (pol. Gorliwcy twoje, Białorusi). W 2009 roku Pazniak został laureatem nagrody imienia Franciszka Alechnowicza, wręczanej przez Białoruskie Społeczne Towarzystwo Ochrony Zabytków, za działalność na rzecz upamiętnienia ofiar stalinizmu.

### Działalność parlamentarna

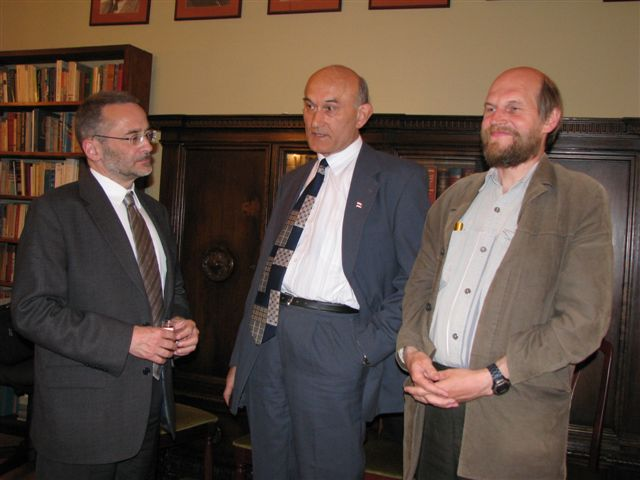
Adam Pomorski, Zianon Pazniak i Lawon Barszczeuski (Warszawa 2008)

W 1990 roku Zianon Pazniak został deputowanym ludowym do Rady Najwyższej Białoruskiej SRR z Anharskiego Okręgu Wyborczego Nr 9 miasta Mińska, z ramienia Białoruskiego Frontu Ludowego. Na początku czerwca 1990 roku został przewodniczącym Grupy Deputackiej BNF (od 16 lipca pod nazwą Opozycja BNF). Wchodził w skład Komisji Rady Najwyższej ds. Problemów Katastrofy Czarnobylskiej, Komisji Rady Najwyższej ds. Prawodawstwa, Komisji przy Radzie Najwyższej na rzecz Zabezpieczenia Praw i Interesów Rehabilitowanych i Ich Rodzin, Upamiętnienia Ofiar Represji Mających Miejsce w Okresie Lat 30., 40. i Na Początku 50.
Od 20 lipca 1990 roku Pazniak wchodził w skład Komisji Konstytucyjnej. Był również szefem tzw. Gabinetu Cieni Opozycji BNF (przy czym funkcję premiera pełnił w nim Uładzimir Zabłocki). Brał udział w opracowaniu i przyjęciu Deklaracji o Państwowej Suwerenności Białorusi, przygotowaniu projektów ustaw na nadzwyczajnej sesji Rady Najwyższej 24–25 sierpnia 1991 roku, w czasie której ogłoszono niepodległość Białorusi. Brał udział w opracowaniu Koncepcji przejścia Białoruskiej SRR na gospodarkę rynkową (jesień 1990 roku), Koncepcji reformy ekonomicznej w Republice Białorusi (wiosna 1992 roku), Głównych kierunków reform dla wyjścia z kryzysu – przedwyborczej platformy ekonomicznej BFL „Odrodzenie” (wiosna 1995 roku) i szeregu projektów ustaw. Uczestnik głodówki deputowanych Opozycji BNF 11–12 kwietnia 1995 roku w Sali Owalnej parlamentu, ogłoszonej na znak protestu przeciwko zainicjowanemu przez prezydenta Łukaszenkę referendum na temat wprowadzenia języka rosyjskiego jako drugiego języka państwowego, zmiany symboli państwowych Białorusi (biało-czerwono-białej flagi i herbu Pogoni) na symbole nawiązujące do sowieckich (obecne godło i flaga Białorusi), integracji ekonomicznej z Federacją Rosyjską i prawa prezydenta do rozwiązywania parlamentu. W nocy z 11 na 12 kwietnia został razem z innymi protestującymi wywleczony siłą z sali parlamentu przez zamaskowanych funkcjonariuszy wojska i służb specjalnych, pobity, wepchnięty do samochodu, wywieziony, a następnie wyrzucony na ulicy w centrum Mińska.

### Kandydat na prezydenta

Wyniki uzyskane przez Pazniaka w pierwszej turze wyborów prezydenckich w 1994 roku

W 1994 roku Zianon Pazniak był kandydatem w wyborach prezydenckich na Białorusi. Uzyskał wynik 12,82%. Nie przeszedł do drugiej tury, przegrywając z Alaksandrem Łukaszenką (44,82%) i Waczasłauem Kiebiczem (17,33%). Największe poparcie zdobył w obwodach grodzieńskim – 21,2%, obwodzie mińskim – 15,3% (w mieście Mińsk – 21%) i brzeskim – 11,7%. Poniżej 10% głosów uzyskał w obwodach witebskim – 9,4%, homelskim – 6,3% i najmniej w obwodzie mohylewskim – 4,7%.
Na początku 2001 roku Pazniak miał zamiar powrócić do kraju, aby wziąć udział w zaplanowanych na jesień wyborach prezydenckich. 15 czerwca 2001 roku rozpoczął działalność 1429-osobowy komitet wyborczy z Siarhiejem Papkouem na czele, który miał za zadanie zebranie podpisów, niezbędnych do zarejestrowania Pazniaka jako kandydata na prezydenta. Polityk nie startował w wyborach, ponieważ nie uzyskał niezbędnej do rejestracji liczby podpisów (wymagana liczba na mocy artykułu 67 Kodeksu wyborczego Republiki Białorusi wynosi 100 tys.).
21 grudnia 2005 roku liczący 2405 osób komitet wyborczy na czele z Siarhiejem Papkouem ponownie rozpoczął zbieranie podpisów, niezbędnych do rejestracji Pazniaka na kandydata na prezydenta w zaplanowanych na wiosnę 2006 roku wyborach prezydenckich. Przewodnicząca Centralnej Komisji Wyborczej, Lidzija Jarmoszyna, ogłosiła jednak, że nie ma podstaw prawnych, aby Pazniak wystawił swoją kandydaturę w wyborach. W styczniu 2006 roku członkom komitetu Pazniaka nakazano zaprzestanie działalności informacyjnej wśród wyborców, w innym przypadku CKW uzna sporządzone listy z podpisami za nieważne. Mimo iż komitet zebrał około 135 tys. podpisów, Pazniak 27 stycznia wycofał się z kampanii. W obliczu, jego zdaniem, stwarzanych przez milicję utrudnień pracy komitetu wyborczego (przesłuchania, przeszukiwania mieszkań, podsłuchy) nie przekazał także gotowych list poparcia kandydata do CKW, obawiając się represji wobec swoich zwolenników ze strony władz białoruskich.

### Emigracja

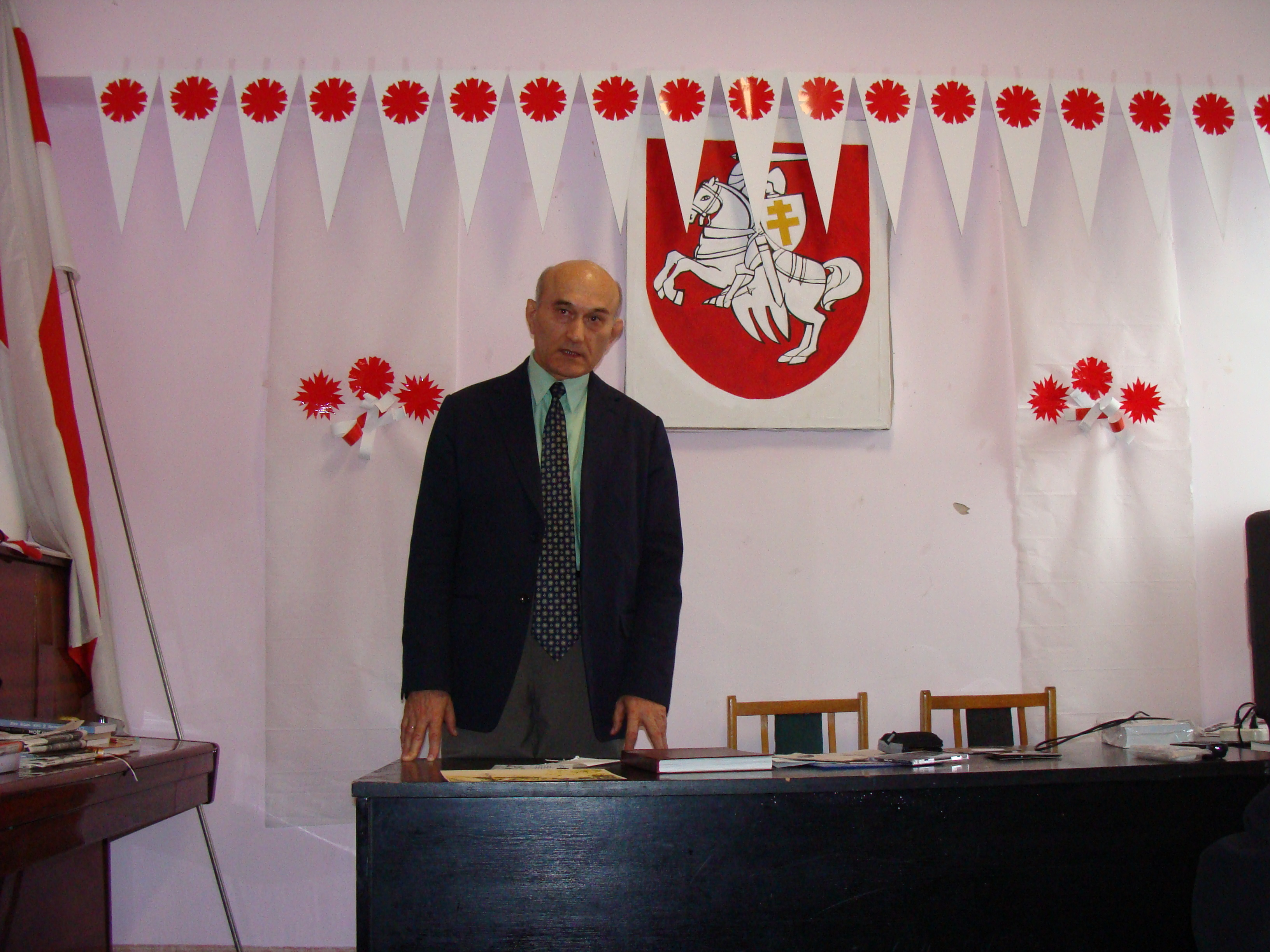
Zianon Pazniak w siedzibie Towarzystwa Kultury Białoruskiej na Litwie, Wilno, 28 sierpnia 2010 roku

W marcu 1996 roku razem z deputowanym Siarhiejem Nawumczykiem opuścił Białoruś. Miesiąc później powrócił do kraju by zorganizować demonstrację w okazji rocznicy katastrofy w Czarnobylu. Po demonstracji władze podjęły nieudaną próbę zatrzymania Pazniaka w siedzibie BFL w Mińsku. Po tym zdarzeniu Pazniak opuścił kraj. Przebywał na Ukrainie, w Czechach, Polsce, Wielkiej Brytanii, po czym został zaproszony do Stanów Zjednoczonych w celu wzięcia udziału w kilku spotkaniach politycznych. W związku z prześladowaniami władz białoruskich Pazniak otrzymał w Stanach azyl polityczny. Zachował jednak obywatelstwo białoruskie. Wraz z Pazniakiem na emigrację udały się jego żona – Halina, i jej córka – Nadzieja. W kraju pozostała matka polityka – Hanna Jachimauna. Rodzina Pazniaków mieszka obecnie w Warszawie.
Na emigracji Pazniak wraz z żoną udziela się politycznie i społecznie. Jest przewodniczącym założonej przez siebie Konserwatywno-Chrześcijańskiej Partii BNF. Nawiązuje współpracę z politykami, dziennikarzami, propaguje przestrzeganie praw politycznych na Białorusi. Od 1996 roku wydaje biuletyn Biełaruskija wiedamaści.

## Poglądy

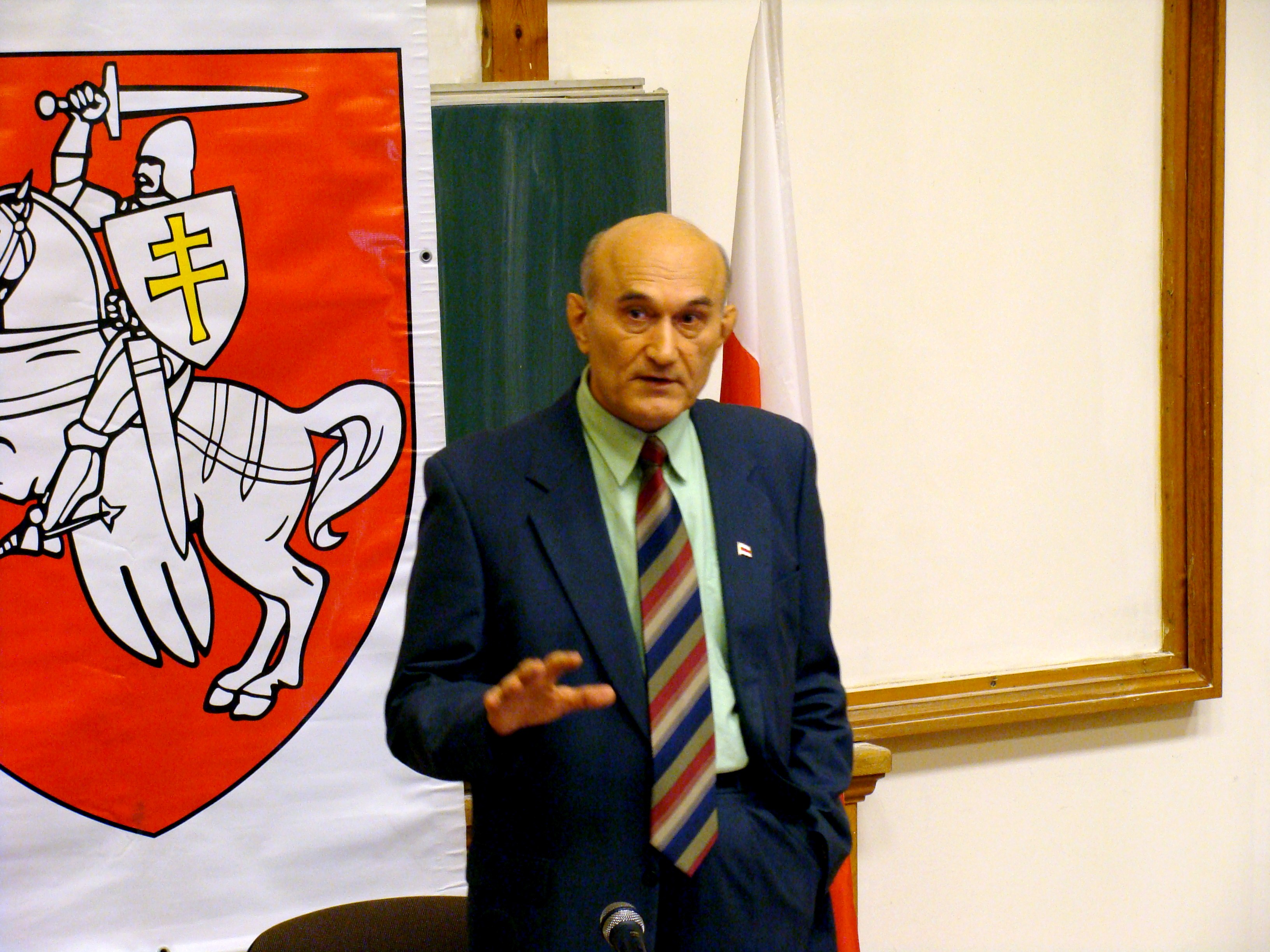
Zianon Pazniak na uniwersytecie Collegium Civitas w Warszawie, 9 września 2010 roku

W 1974 roku Zianon Pazniak pod pseudonimem Gienrich Rokutowicz opublikował w języku rosyjskim w samizdacie broszurę Położenieje w Biełorusi[!]. W publikacji analizował aktualną na tamte czasy sytuacje polityczną w BSRR. Według niego od lat 30. XX wieku polityka, uprawiana na Białorusi, charakteryzuje się kłamstwem. Społeczeństwo białoruskie w okresie odwilży chruszczowskiej nie zdołało dokonać rehabilitacji białoruskiej elity intelektualnej (polityków, pisarzy i poetów), dlatego długo jeszcze będzie odczuwało ich utratę.
Według Zianona Pazniaka polityka rządzi się własnymi zasadami. Jeżeli polityka Białorusi będzie wspierana finansowo przez jedną ze stron (w danym przypadku przez Rosję lub Unię Europejską), to przywódca państwa będzie zmuszony do podejmowania działań, zgodnych z interesami strony, udzielającej pomocy. Białoruś winna prowadzić politykę we własnych interesach i dla dobra własnego społeczeństwa. Społeczeństwo białoruskie powinno zrozumieć cel zmian ustrojowych, podobnie jak miało to miejsce w okresie upadku komunizmu. Walka o demokrację zakończy się powodzeniem wtedy, gdy poprze ją skonsolidowany naród białoruski za fundusze obywateli, bez interwencji jakiegokolwiek państwa. Problem społeczeństwa białoruskiego polega na tym, że najbogatsza część przedsiębiorców, która mogłaby sfinansować ewentualną rewolucję, nie ma do tego motywacji, dlatego obywatele mogą dokonać przemian poprzez odrodzenie białoruskiego dziedzictwa kulturowego, zniszczonego przez reżim. Przed podjęciem walki o demokrację Białorusini powinni także zrozumieć, że w razie sukcesu rewolucji nie doświadczą natychmiastowego efektu i poprawy życia.

## Oceny

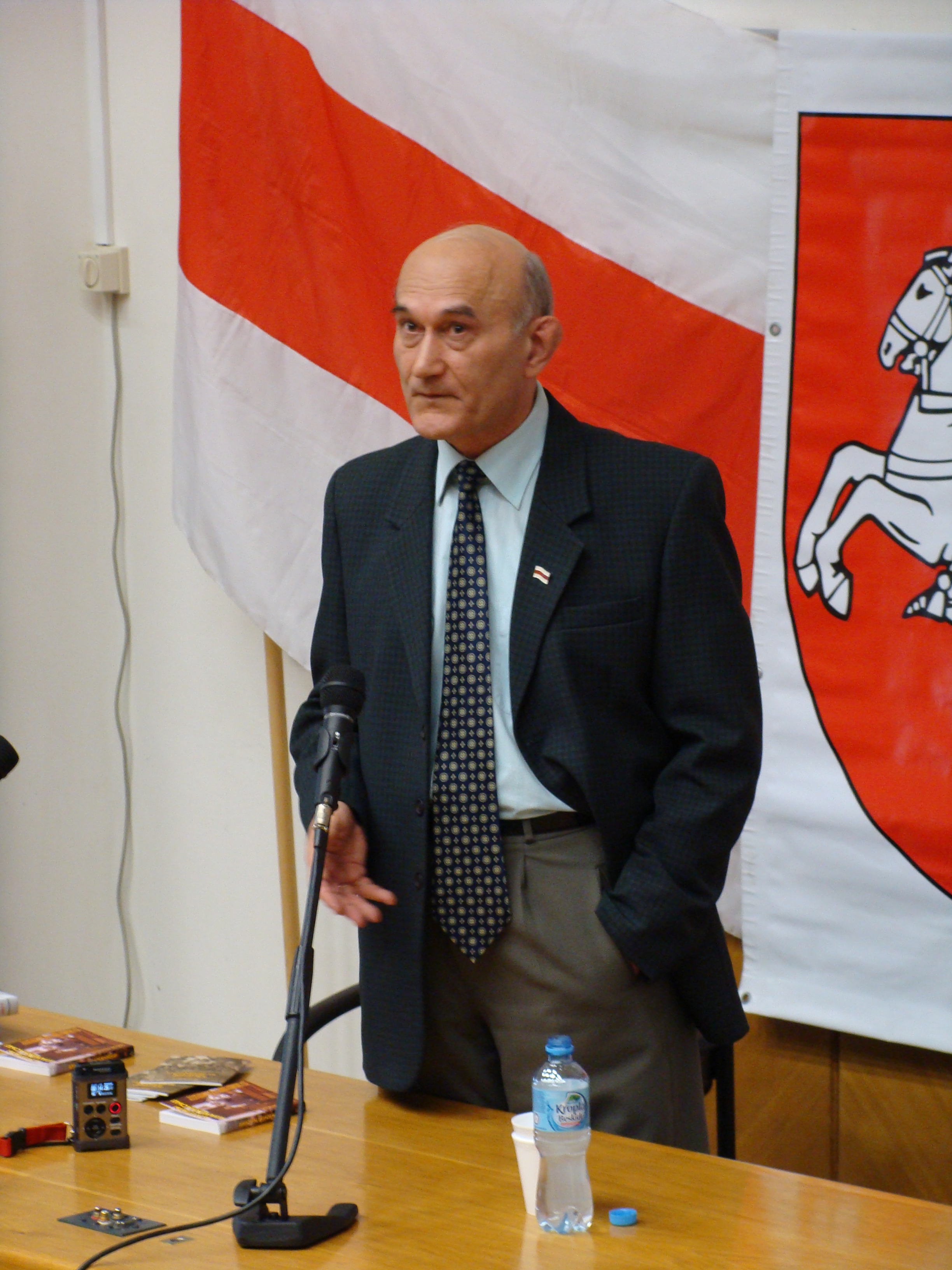
Zianon Pazniak na uniwersytecie Collegium Civitas w Warszawie, 15 września 2011 r.

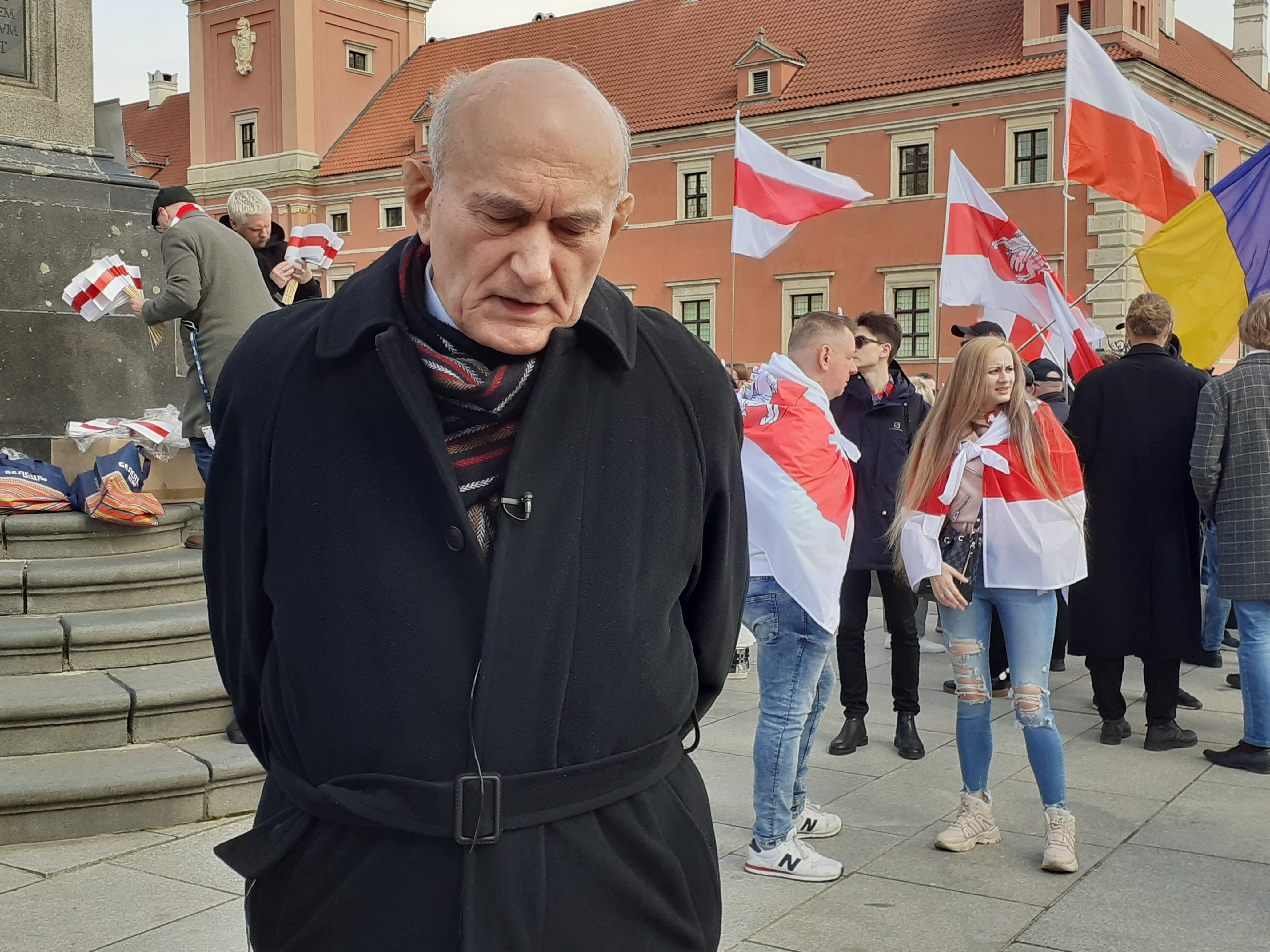
Zianon Pazniak w trakcie marszu z okazji białoruskiego Dnia Wolności w Warszawie (2023).

Zianon Pazniak jest postacią kontrowersyjną i często komentowaną przez politologów i dziennikarzy. Opinię na temat działalności politycznej, poglądów i idei polityka oraz jego zwolenników – przeciwników rządów Łukaszenki – są niejednolite i często rozbieżne: od negatywnych, poprzez ambiwalentne, do pozytywnych. Najbliżsi współpracownicy Pazniaka, jak na przykład Pawieł Siewiaryniec, widzą w polityku człowieka idei. Według Siewiaryńca Pazniak dąży do rozwiązania problemów Białorusi, nie szukając pomocy Rosji i krajów Europy zachodniej. Nieco inne zdanie o polityku ma politolog rosyjski, zajmujący się problematyką integracji rosyjsko-białoruskiej, Angriej Suzdalcew. Twierdzi, że Pazniak jest pragmatykiem i gdyby doszedł do władzy, nawiązałby bliższą współpracę z Kremlem.
Konstantin Czaruchin, autor monografii Białoruś. Niektóre osobliwości okresu przejściowego (Biełaruś. Niekotoryje osoblennosti pieriechodnogo pierioda), analizując sytuację postkomunistycznej Białorusi, stwierdził, że Zianonowi Pazniakowi drogę do świata polityki otworzyła publikacja Kuropaty – droga śmierci. Czas jej powstania zbiegł się z okresem transformacji ustrojowej oraz wzrostu nastrojów antyrosyjskich i nacjonalistycznych. Umożliwiło to Pazniakowi zgromadzenie wokół siebie zwolenników idei martyrologicznej narodu białoruskiego. Już w 1988 roku skupiająca się wokół polityka opozycja użyła terminu „ludobójstwo” (gienocyd) w stosunku do czynów, których dopuściła się bolszewicka Rosja na narodzie białoruskim. Z czasem w języku opozycji ten sam termin, „gienocyd” (dosłownie: ludobójstwo), zaczął oznaczać także zagładę języka oraz zbrodnię ekologiczną (awaria elektrowni atomowej w Czarnobylu). Te trzy aspekty zbrodni pozostają dotychczas trzonem oskarżeń, na którym Pazniak i otaczający go politycy budują swoje poglądy i przekonania polityczne.
Wśród negatywnych opinii na temat Pazniaka często pojawiają się oskarżenia o nacjonalizm i rusofobię. O rusofobię polityka oskarżał, na przykład, dyrektor Instytutu Słowianoznawstwa Rosyjskiej Akademii Nauk, Władimir Wołkow. Według historyka, filozofa i etnografa, Jurija Siemionowa, Pazniak szerzy poglądy nacjonalistyczne i faszystowskie, podżega Białorusinów do nienawiści do Rosjan. Publicyści Barys Kierzacz i Wital Chromau dopatrywali się w działalności Pazniaka obłudy, gdy w celach politycznej autopromocji wykorzystał obchody dziewięćdziesiątej rocznicy ogłoszenia Białoruskiej Republiki Ludowej. Przewodniczący Białoruskiego Frontu Ludowego, Alaksiej Janukiewicz, sugerował, że Pazniak stosuje oskarżenia o współpracę z Komitetem Bezpieczeństwa Państwowego i Federalną Służbą Bezpieczeństwa do rozgrywek politycznych.
Zianon Pazniak został pierwowzorem jednego z bohaterów opowiadania fantastycznego autorstwa Wasila Bykaua Intehracyja. Pisarz stworzył obraz naiwnego szeregowego Zianona Spazniaka. Bohater ślepo wierzy i bezgranicznie ufa swojemu dowódcy i na jego rozkaz popełnia samobójstwo.

## Тwórczość i publicystyka

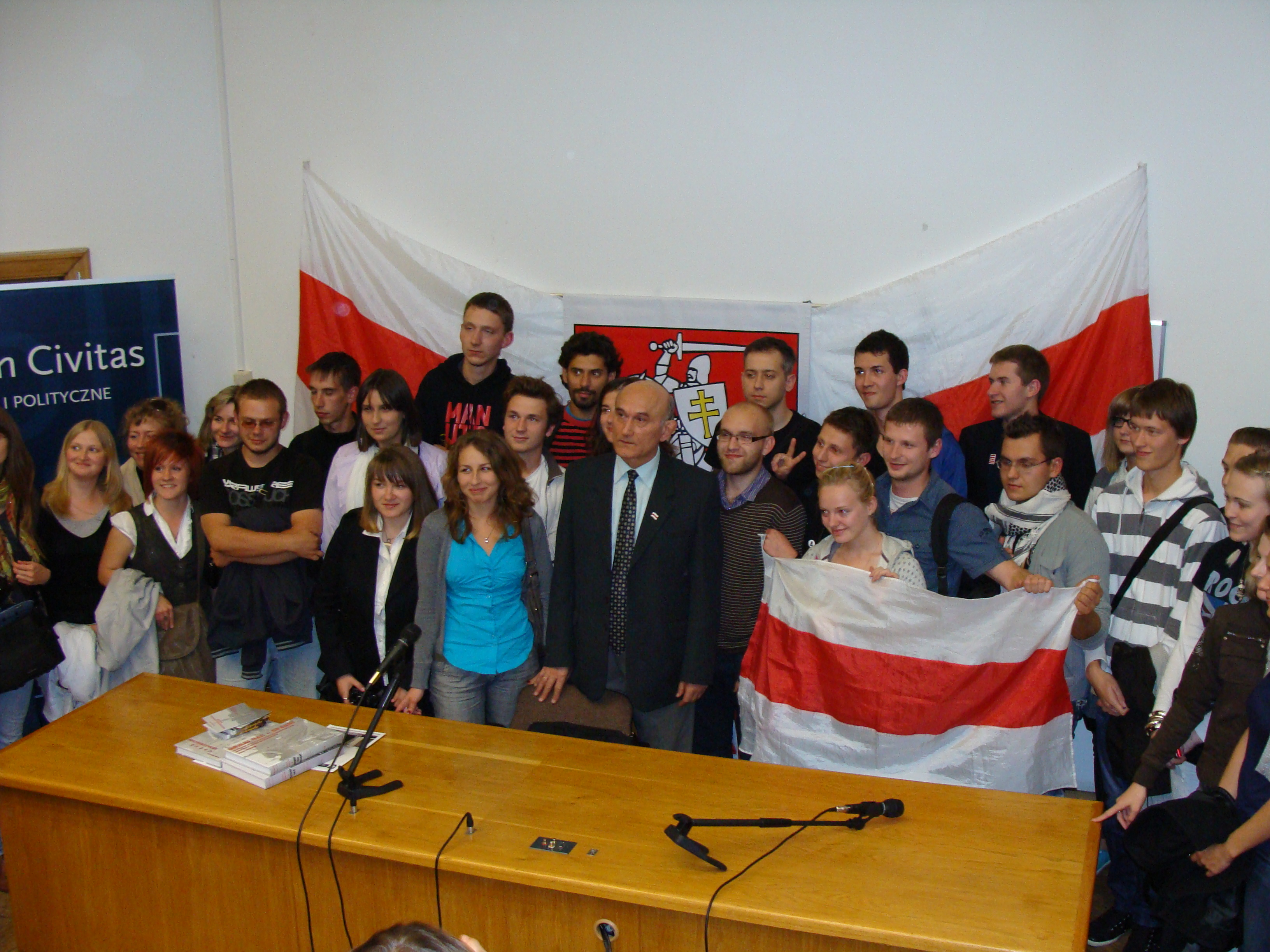
Zianon Pazniak wśród białoruskich studentów w Warszawie, 15 września 2011 r.

Zianon Pazniak jest autorem publikacji z zakresu polityki, kultury i historii Białorusi. Wydał także trzy tomiki wierszy i poematów, które podpisywał pseudonimem „Zianon”. Kilka swoich publikacji zilustrował fotografiami własnego autorstwa. Wszystkie swoje dzieła napisał w języku białoruskim. Wyjątek stanowią dysertacja na stopień kandydata wiedzy o kulturze i napisana pod pseudonimem broszura z 1974 roku, które powstały w języku rosyjskim.
Autorstwo
- Paźniak Z., Biełaruska-rasiejskaja wajna = Belarus is an eastern outpost, Warszawa 2005. ISBN 9955-578-03-3.
- Paźniak Z., Ciażki czas. Kancepcyja nowaha Biełaruskaha Adradżennia, T. 2, Artykuły i materjały (IV 1996–2002), Warszawa–New York–Wilno 2010. ISBN 9955-9337-5-5.
- Paźniak Z., Deklaracyja – pierszy krok da niezależnaści, Warszawa–New York–Wilno 2010. ISBN 978-9955-578-13-0.
- Paźniak Z., Hutarki z Antonam Szukiełojcem, Warszawa–Wilno 2003. ISBN 9955-9337-8-X.
- Paźniak Z., Nacyjanalnyja kasztounaści. Wybranyja artykuły, Warszawa 2009. ISBN 978-9955-578-10-9.
- Paźniak Z., Nowaje stahoddzie, Wilnius–Warszawa 2002. ISBN 9955-9337-4-7.
- Paźniak Z., Pramaskouski reżym albo Jak adbywajecca razbureńnie Biełarusi, Warszawa–New York 2005.
- Paźniak Z., Razwahi. Kancepcyja nowaha Biełaruskaha Adradżennia, T. 1, Artykuły i materjały (1990–III 1996). Warszawa–New York–Wilno 2010. ISBN 9955-9337-6-3.
- Paźniak Z., Recha dauniaha czasu. Kniha dla wuczniau, Minsk 1985.
- Paźniak Z., Sapraudnaje abliczcza, Minsk 1992. ISBN 5-7815-1508-9.
- Paźniak Z., Teatr imia Janki Kupały – pomnik architektury i historyi, Minsk 1990.
- Pozniak Z., Problemy stanowlenija biełorusskogo profiessionalnogo tieatra naczała XX wieka (1900–1917 gg.). Awtoriefierat dissiertacii na soiskanije uczonoj stiepieni kandidata iskusstwowiedienija. 17.00.01, Leningrad 1981.
- Rokutowicz G., Położenije w Biełorusi [!], [s.l.] 1974.
- Zianon, Daroha (wierszy i fatahrafii), Warszawa–Wilno 2007. ISBN 9955-9337-9-8.
- Zianon, Hłoryja Patryja. Wierszy i fat. 80-ch gg., Minsk 1970.
- Zianon, Wialikaje Kniastwa. Paema u troch czastkach, wierszy i fatahrafii, New York–Warszawa–Wilno 2005. ISBN 9955-578-02-5.

Współautorstwo
- Paźniak Z., Chadkiewicz T., Minsk. Albom, Minsk 1968.
- Paźniak Z. i in., Kurapaty. Artykuły, nawukowaja sprawazdacza, fotazdymki, Minsk 1994. ISBN 5-85700-149-8.
- Paźniak Z., Nawumczyk S., Deputaty niezależnaści, Warszawa–New York–Wilno 2010. ISBN 978-9955-578-11-6.
- Pazniak Z., Stralcowa B., Brasłauszczyna = Brasławszczyna, Minsk 1970.

## Odznaczenia
- Krzyż Komandorski Orderu Pogoni – 2024[29][30]
- Medal 100-lecia Białoruskiej Republiki Ludowej – 2019[31]